# Nobel-díj

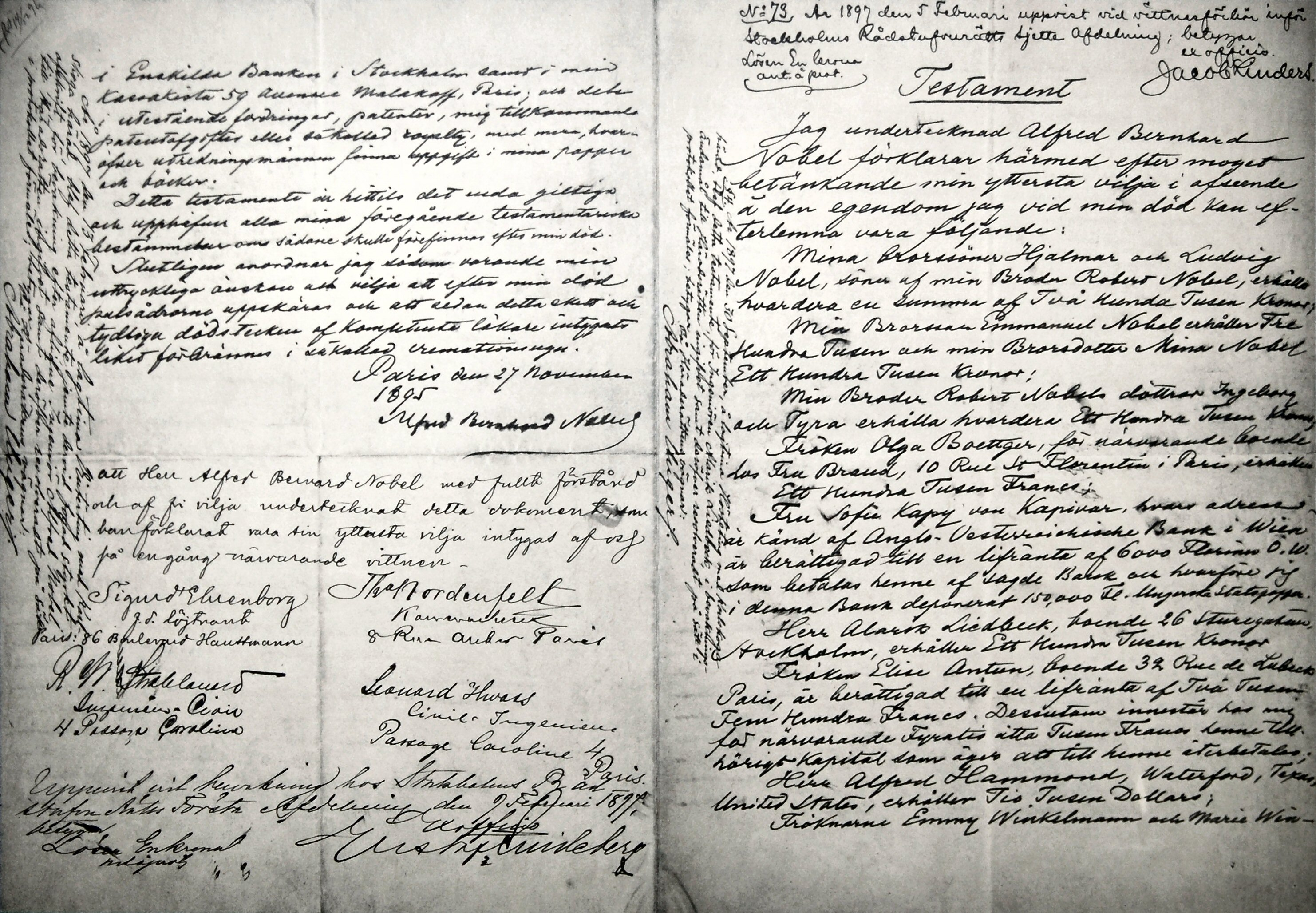
Alfred Bernhard Nobel testamentuma a díjalapításról

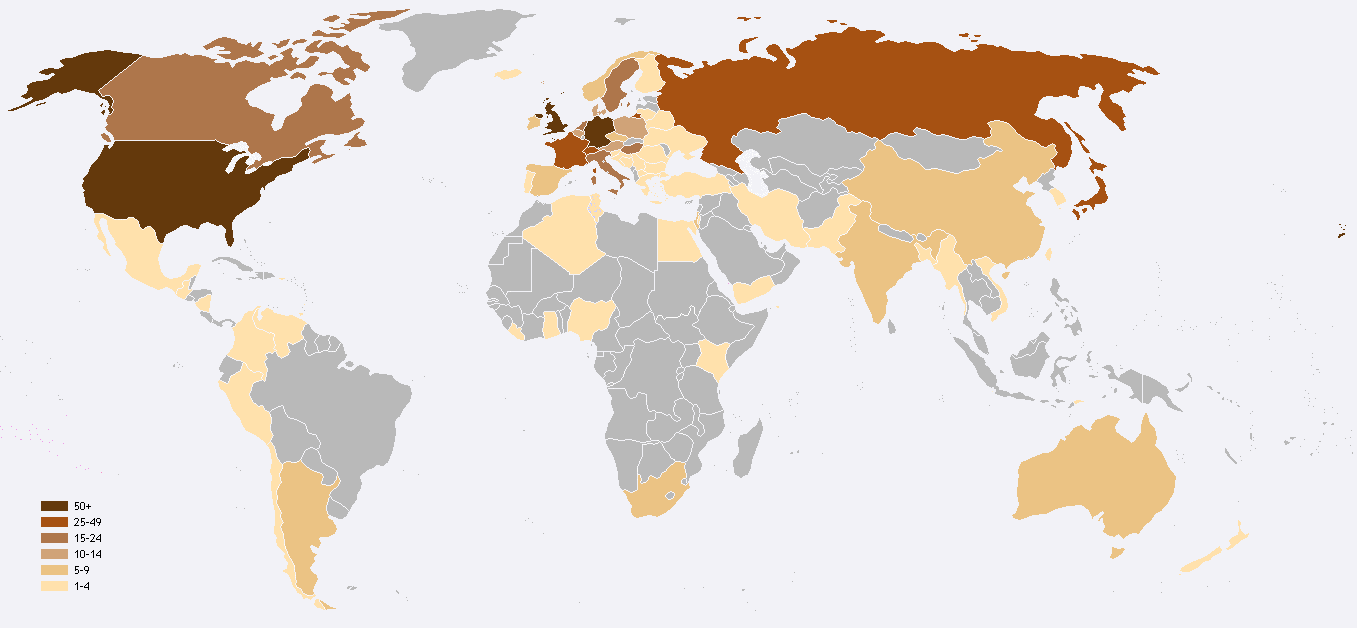
Nobel-díjak eloszlása országok szerint

A Nobel-díjat a svéd kémikus és feltaláló Alfred Nobel (kiejtéseⓘ) alapította. Nobel 1895. november 27-én kelt végrendeletében rendelkezett úgy, hogy vagyonának kamataiból évről évre részesedjenek a fizika, kémia, fiziológia és orvostudomány, továbbá az irodalom legjobbjai és az a személy, aki a békéért tett erőfeszítéseivel a díjat – és a vele járó, jelenleg kilencmillió svéd koronát (körülbelül 330 millió forintot, vagy 0,84 millió eurót) – kiérdemli.
1968-ban a tudományos munkásság nobeli elismerése kiegészül a Közgazdasági Nobel-emlékdíjjal. Ezt a Svéd Bank (svédül Sveriges Riksbank) kezdeményezte a pénzintézet fennállásának 300. évében, s a díjat hivatalosan Alfred Nobel-Emlékdíjnak nevezik, nem közgazdasági Nobel-díjnak.

## Feltételek
Nobel nem egy-egy tudományos pálya vagy életmű elismerésére szánta a díjat: végrendelete értelmében konkrét teljesítményért, eredményért adható az érem – amit a díj odaítélésének indoklásában mindig le is írnak. Nobel-díjat a jelölt csak életében kaphat, így a tudományos élet és az irodalom jelesei közül számos személy végül nem érhette meg, hogy rá kerüljön a sor, holott munkássága érdemessé tette volna az elismerésre. A Nobel-békedíj az egyetlen, amit nem természetes személy is megkaphat: nem is egy példa volt arra, hogy szervezetek kapták a békedíjat. A tudományok és az irodalom díjazottjai azonban csak magánszemélyek lehetnek.
A Nobel-díjakat svéd intézmények ítélik oda, az egyetlen kivétel a Nobel-békedíj. A fizikai és kémiai Nobel-díjat a Svéd Királyi Tudományos Akadémia ítéli oda. A Karolinska Intézet Nobel-közgyűlése a fiziológiai és orvostudományi Nobel-díjasokról, a Svéd Akadémia pedig az irodalmi Nobel-díjasokról dönt. A Nobel-békedíjat odaítélő bizottságot Nobel végakarata szerint a norvég parlament (Storting) választja a soraiból. Az utóbbi 70 évben azonban eltérnek az eredeti gyakorlattól, 1936 óta kormánytag nem lehet a Norvég Nobel Bizottság tagja, 1977 óta pedig a Storting tagjai sem lehetnek azok, ők csak kinevezik a bizottságot.

## A végrendelet
Kivonat a végrendeletéből: 
Hátramaradó vagyonom egészét a következőképpen kell kezelni: a végrendeleti végrehajtóim által biztos értékpapírokba fektetett pénz képez egy alapot, amelynek kamatait évente azok között osszák ki díjként, akik a megelőző évben a legnagyobb szolgálatot tették az emberiségnek. A jelzett kamatokat öt egyenlő részre kell felosztani, amelyeket azután a következőképpen kell megosztani: egy részt annak a személynek, aki a legjelentősebb felfedezést tette a fizika területén; egy részt annak a személynek, aki a legjelentősebb felfedezést tette a kémia területén; egy részt annak a személynek, aki a legjelentősebb felfedezést tette az élettan, illetve az orvostudomány területén; egy részt annak a személynek, aki az irodalom területéhez a legkiválóbb idealisztikus beállítottságú alkotással járult hozzá; egy részt pedig annak a személynek, aki a legtöbbet, illetve a legjobbat tette a nemzetek közötti barátság ügyéért, az állandó hadseregek megszüntetéséért, illetve csökkentéséért, a békekongresszusok megrendezéséért és elősegítéséért.

## A 2024. évi díjazottak
- Béke:  Nihon Hidankjo szervezet
- Fizikai:  John Hopfield, Geoffrey Hinton
- Kémiai:  David Baker, Demis Hassabis, John Jumper
- Irodalmi: Han Kang
- Orvosi: Viktor Ambros, Gary Ruvkun
- Közgazdasági:  Daron Acemoglu, Simon Johnson, James Robinson

A Nobel-díjra jelölés évről évre a szakmai szervezetek vezetői, akadémikusok, tudósok felkérése alapján történik. Irodalmi Nobel-díjra például nem szervezetek, hanem személyek: akadémikusok, egyetemi tanárok, szerzői szervezetek elnökei jelölhetik pályatársaikat. Nemcsak az egyes jelöltek személyét illetően van titoktartási kötelezettségük a jelölőknek, hanem azt sem árulhatják el, hogy őket megkereste a díj odaítéléséről döntő bizottság. A Nobel-díjak jelölésével és odaítélésével kapcsolatos dokumentumok archívuma kereken ötven évig nem kutatható. Tehát például 2014-ben azt tudhatjuk bizonyosan, hogy 1964 előtt kik voltak a jelöltek és a jelölők. Minden más olyan hír, ami például a Nobel-díjat el nem nyert kortárs tudósok vagy írók jelöléséről szól, ellenőrizhetetlen.

## Magyar vagy magyar származású díjazottak
A Nobel-díj jelenleg a legnagyobb nemzetközi elismerése a kivételes szellemi teljesítménynek, és a díj világraszóló tudományos elismerést jelent nemcsak a díjazott, hanem nemzete számára is. Az ország kis méretéhez képest kiemelkedő szerepet játszottak magyar vagy magyar származású tudósok a világ természettudományi fejlődésében.
A magyar tudósok zöme hazájából elvándorolva érte el világraszóló eredményeit. Voltak, akik politikai okokból távoztak, a nem politikai indíttatású elvándorlást pedig leginkább a tudományos kutatás megfelelő hazai feltételeinek hiánya motiválta.
Nem egyszerű annak megítélése, hogy ki a magyar, a származás vagy kultúra alapján, illetve hogy mennyire tartja magyarnak magát. Bár a felsoroltak közül a feltételek nem egyforma mértékben teljesülnek, őket joggal tarthatjuk legalább magyar származásúaknak. Ezért szerepel Carleton D. Gajdusek és Milton Friedman is, bár őket nem szokás a magyar származású Nobel-díjasok közé sorolni.
Vannak olyanok is a felsorolásban, akik szüleik kivándorlása miatt már külföldön születtek, és nem beszéltek magyarul, bár egyes megnyilatkozásaikban hangoztatták magyar származásukat.
A Nobel-díj történetében két olyan díjazott volt, akik Magyarországról utaztak ki az átadási ceremóniára: Szent-Györgyi Albert (orvosi, 1937) és Kertész Imre (irodalmi, 2002). Szent-Györgyi előbb Szegedre vitte az érmét, majd a világháború kezdetén a Magyar Nemzeti Múzeum megvásárolta tőle: a plakett a mai napig ott látható. Szent-Györgyi a múzeumtól kapott összeget az akkoriban kitört finn–szovjet háború finnországi szenvedőinek ajánlotta fel.
A 2023-as évi díjazottak között van Karikó Katalin magyar származású biokémikus, aki az orvostudomány területén, az mRNS-alapú vakcinákkal és a koronavírussal kapcsolatos kutatásaival ért el úttörő eredményeket. A vakcinákkal kapcsolatos felfedezései a jövőben forradalmasíthatják a rákos megbetegedések gyógyítását is.  
| Év   | Személy                  | Személy | Terület                                   | Megjegyzések |
| ---- | ------------------------ | ------- | ----------------------------------------- | --- |
| 1905 | Lénárd Fülöp             |         | fizikai                                   | |
| 1914 | Bárány Róbert            |         | orvosi                                    | magyar származású osztrák Nobel-díjas |
| 1925 | Zsigmondy Richárd        |         | kémiai                                    | magyar származású osztrák Nobel-díjas |
| 1937 | Szent-Györgyi Albert     |         | orvosi                                    | |
| 1943 | Hevesy György            |         | kémiai                                    | |
| 1961 | Békésy György            |         | orvosi                                    | |
| 1963 | Wigner Jenő              |         | fizikai (megosztva)                       | |
| 1971 | Gábor Dénes              |         | fizikai                                   | |
| 1976 | Daniel Carleton Gajdusek |         | orvosi (megosztva)                        | szlovák-magyar származású amerikai Nobel-díjas |
| 1976 | Milton Friedman          |         | közgazdasági                              | magyar származású amerikai Nobel-díjas |
| 1986 | Elie Wiesel              |         | béke                                      | Romániában született, magyar zsidó származású, amerikai Nobel-díjas. Saját bevallása szerint nem tartja magát magyarnak, de gyerekkorában a jiddis anyanyelve mellett, amely a család elsőrendű társalgási nyelve volt, a helyzet követelményei szerint természetszerűen használták a német, magyar és román nyelveket is, és gyerekként rajongott a magyar kultúráért. |
| 1986 | Polányi János            |         | kémiai (megosztva)                        | Németországban született magyar származású kanadai Nobel-díjas |
| 1994 | Harsányi János           |         | közgazdasági (megosztva)                  | |
| 1994 | Oláh György              |         | kémiai                                    | |
| 2002 | Kertész Imre             |         | irodalmi                                  | |
| 2004 | Herskó Ferenc            |         | kémiai (megosztva)                        | |
| 2020 | Louise Glück             |         | irodalmi                                  | Apai nagyszülei Magyarországról vándoroltak ki az Egyesült Államokba. |
| 2023 | Karikó Katalin           |         | fiziológiai és orvostudományi (megosztva) | A 2023. évi fiziológiai és orvostudományi Nobel-díjat Karikó Katalinnak és Drew Weissmannak ítélték oda a módosított nukleozidokkal kapcsolatos felfedezéseikért, amelyek lehetővé tették a COVID-19 elleni hatékony mRNS-vakcinák kifejlesztését. |
| 2023 | Krausz Ferenc            |         | fizikai (megosztva)                       | Magyar születésű, magyar és osztrák állampolgársággal rendelkezik, Németországban él, ahol a Max Planck Kvantumoptikai Intézet igazgatójaként dolgozik. |

A magyar Nobel-díjas tudósoknak az alábbi helyeken van önálló emlékművük:
- az ún. Tudósok fala a budapesti WestEnd melletti sétányon (Kő Pál alkotása)
- az ELTE Természettudományi Karának aulájában [halott link]
- Egerben a Wigner Jenő Műszaki, Informatikai Középiskola és Kollégium udvarán a magyar származású Nobel-díjasok emlékparkjában
- Budapesten a Nagy Imre téren, az MTESZ Székház bejáratánál több emléktáblán

Ezenkívül a Budapesti Műszaki és Gazdaságtudományi Egyetem K épületének aulájában emléktábla örökíti meg azon magyar és magyar származású Nobel-díjasok nevét, akiknek életükben közük volt a BME-hez.

## Kategóriák
- Nobel-békedíj
- Kémiai Nobel-díj
- Irodalmi Nobel-díj
- Fizikai Nobel-díj
- Fiziológiai és orvostudományi Nobel-díj
- Közgazdasági Nobel-emlékdíj (1968 óta)

## Alternatív Nobel-díjak
Mivel nem minden tudományos és művészeti terület képviselői részesülhetnek Nobel-díjban (így például matematikai vagy éppen képzőművészeti Nobel-díj sincs), ezért az elmúlt évszázad során több, Alfred Nobel által hanyagolt szakterület díjáról is állították, hogy egyenrangú a Nobel-díjjal.
Ilyen például a matematikusoknak adható díjak közül a Fields-érem, a matematikai Wolf-díj és az Abel-díj. Ide sorolható a Helyes életmód díj (Right Livelihood Award), melyet olyan személyek és szervezetek kapják meg, akik vagy amelyek a mai világproblémákra igazi alternatív válaszokat adnak, s már jelentős és távlati hatású eredményeket értek el a megvalósításban is, különös tekintettel a környezetvédelemre, az emberi jogokra, a mindennapi élet megkönnyítéséért és az élet minőségének javításáért tett erőfeszítésekre.
Van más megközelítése is az alternatív Nobel-díjnak: úgynevezett Ignobel-díjat (Ig = ignoble, méltatlan) adnak át minden évben a tudományos élet azon személyeinek, akik értelmetlen, megismételhetetlen vagy arra érdemtelen kutatásokat végeztek. Ignobel-díjat kaphatnak szervezetek is, ha a tudományos ismeretekkel szemben álló döntést hoznak. A bolondos Nobel-díjként is emlegetett gunyoros elismerést a hírek szerint a díjazottak rendszerint át is veszik. Ignobel-díjat érdemeltek például A sör, a tejföl és a fokhagyma hatása az orvosi piócák étvágyára című kutatás résztvevői, valamint egy Kansas államban működő oktatási bizottság, mely a helyi tantervből tudatosan törölte a Darwin fejlődéstörténetét ismertető tananyagrészt. De Ignobel-díjat kapott Teller Ede is, „életét kitöltő erőfeszítéséért, hogy megváltoztassa a BÉKE szó jelentését”. Ezen kívül, a Szegedi Tudományegyetem docense, Dr. Tóth Ágota is megkapta ezen elismerést, melyet azzal érdemelt ki, hogy nyálkagombákat kezelte, tanulmányozta egy labirintusban.

## Érdekesség
Habár a díjalapítás indítékainak részletei nem ismertek, egy bizarr eset valószínűleg nagyban hozzájárulhatott ahhoz. 1888-ban Alfred Nobel a franciaországi Cannes-ban tartózkodott, amikor testvére, Ludvig meghalt. A Le Figaro azt hitte, hogy Alfred halt meg, így leközölte halálhírét. A kellemetlen incidenst csak tetézte a nekrológ korántsem hízelgő szövege, amelyben azt írta: „Le marchand de la mort est mort” („A halál kereskedője meghalt.”) Minden bizonnyal komoly motiváció volt, hogy ennek ellenkezőjét bizonyítsa.
Öt személy kapott eddig kétszer Nobel-díjat:
- Marie Curie, 1903-ban fizikai és 1911-ben kémiai
- Linus Pauling, 1954-ben kémiai és 1962-ben béke
- John Bardeen, 1956-ban és 1972-ben is fizikai
- Frederick Sanger, 1958-ban és 1980-ban is kémiai
- Karl Barry Sharpless, 2001-ben és 2022-ben is kémiai

Háromszor ítélték oda a Nobel-békedíjat a Nemzetközi Vöröskeresztnek (1917, 1944, 1963) és kétszer az UNHCR-nek (1954, 1981).
Ketten utasították vissza a díjat, Jean-Paul Sartre (1964 – irodalmi díj) és Lê Đức Thọ (1973 –  békedíj).

## Magyar nyelvű szakirodalom
- szerk. Vészits Ferencné: A Nobel-díjasok kislexikona, Budapest, Gondolat Könyvkiadó 	1985
- szerk. K. Jakab Antal – Viant Katalin: Irodalmi Nobel-díjasok lexikona, Budapest, Saxum Kiadó, 2002 [?]
- Nobel-díjas írók antológiája, Káldor Könyvkiadóvállalat  Budapest, 1935
- Dr. Kellner Dániel: A Nobel-dijas orvosok élete és munkássága, Szathmáryné Bánó Vilma Tudományos Könyvkiadó Vállalat, Budapest, 1936
- Dézsi Csaba András - Szeness Ágnes: 100 év orvosi-élettani Nobel-díjasai, Medicina Könyvkiadó Rt. Budapest, 2001, ISBN 963-242-754-8
- Ahmed Zewail: A fáraók földjének Nobel-díjasa. Kémiai Nobel-díj, 1999, Magyar Tudományos Akadémia Könyvtára-Typotex Kiadó  Budapest, 2008, ISBN 978-963-9664-73-9
- Nagy Ferenc: Szent-Györgyi Albert és a magyar Nobel-díjasok, Műszaki és Természettudományi Egyesületek Szövetségi Kamarája, Budapest, 1993, ISBN 963-8012-56-0
- Nagy Ferenc: Magyar származású Nobel-díjas tudósok, Műszaki és Természettudományi Egyesületek Szövetségi Kamarája, Budapest, 1994, ISBN 963-8012-65-X
- Bödők Zsigmond: Nobel-díjas magyarok, Nap Kiadó Dunaszerdahely, 2005, ISBN 80-89032-62-1
- Jeffrey Hopkins: A Béke művészete. Béke Nobel Díjasok beszélnek emberi jogokról, ellentétekről és kibékülésről, Kristály Alapítvány,  Budapest, 2003, ISBN 963-212-891-5
- Dr. Fóti Mihály: Az orvostudomány és az élettan Nobel-díjasai 1901-1973, Medicina Könyvkiadó Budapest, 1975, ISBN 963-240-360-6
- Dr. Czeizel Endre: Tudósok - Gének - Dilemmák. A magyar származású Nobel-díjasok családfaelemzése, Galenus Gyógyszerészeti Lap- és Könyvkiadó Kft. Budapest, 2002, ISBN 963-861-389-0